# Hockey Valdagno 1938 2014-2015
Questa voce raccoglie le informazioni riguardanti l'Hockey Valdagno 1938 nelle competizioni ufficiali della stagione 2014-2015.

## Maglie e sponsor
Lo sponsor ufficiale per la stagione 2014-2015 è Recalac.
| 1ª divisa | 2ª divisa |

## Organico

### Giocatori
| N° | Naz.                 | Ruolo | Sportivo           |  |  |  |
| -- | -------------------- | ----- | ------------------ |  |  |  |
|    | Italia (bandiera)    | E     | Alberto Bertoldi   |  |  |  |
|    | Italia (bandiera)    | E     | Andrea Bicego      |  |  |  |
|    | Italia (bandiera)    | P     | Massimo Cunegatti  |  |  |  |
|    | Italia (bandiera)    | E     | Mattia Ghirardello |  |  |  |
|    | Spagna (bandiera)    | E     | Juan Lopez Garcia  |  |  |  |
|    | Italia (bandiera)    | E     | Tommaso Marchesini |  |  |  |
|    | Italia (bandiera)    | E     | Giulio Nardon      |  |  |  |
|    | Argentina (bandiera) | E     | Lucas Ordóñez      |  |  |  |
|    | Argentina (bandiera) | E     | Maxi Oruste        |  |  |  |
|    | Italia (bandiera)    | P     | Davide Pertegato   |  |  |  |
|    | Italia (bandiera)    | E     | Massimo Tataranni  |  |  |  |

### Staff tecnico
- Allenatore:  Franco Vanzo
- Allenatore in seconda:  Andrea Bellon
- Meccanico:  Andrea Guiotto